# ウルティモ
ウルティモ（イタリア語: Ultimo ; ドイツ語: Ulten ウルテン）は、イタリア共和国トレンティーノ＝アルト・アディジェ州ボルツァーノ自治県にある、人口約2,900人の基礎自治体（コムーネ）。

## 地理

### 位置・広がり
ボルツァーノ自治県西南部に位置するコムーネ。メラーノから南西へ約18km、県都ボルツァーノから西北西へ約27km、州都トレントから北へ約53kmの距離にある。

#### 隣接コムーネ
隣接するコムーネは以下の通り。括弧内のTNはトレント自治県所属を示す。
- ブレージモ (TN)
- カステルベッロ＝チャルデス
- ラーチェス
- ラウレーニョ
- マルテッロ
- ナトゥルノ
- プロヴェス
- ラッビ (TN)
- ルーモ (TN)
- サン・パンクラーツィオ

## 行政

### 分離集落
ウルティモには、以下の分離集落（フラツィオーネ）がある。
- San Nicolò (St. Nikolaus), Santa Gertrude (St. Gertraud), Santa Valburga (St. Walburg - sede comunale)

### Comunità comprensoriale
ボルツァーノ自治県が設けた行政区画 Comunità comprensoriale では、ブルグラヴィアート / ブルクグラーフェンアムト  (Burggrafenamt) （中心地: メラーノ）に属する。
- ブルクグラーフェンアムト
- ブルクグラーフェンアムトのコムーネ（中心地メラーノは9）。ウルティモは24。

## 住民

### 言語
| 言語集団調査（2011年） | 言語集団調査（2011年） | 言語集団調査（2011年） | 言語集団調査（2011年） | 言語集団調査（2011年） |
| ---------------------- | ---------------------- | ---------------------- | ---------------------- | ---------------------- |
|                        |                        |                        |                        |                        |
| ドイツ語               | ドイツ語               |                        | 99.40%                 | 99.40%                 |
| イタリア語             | イタリア語             |                        | 0.53%                  | 0.53%                  |
| ラディン語             | ラディン語             |                        | 0.07%                  | 0.07%                  |

2011年に行われた、住民がドイツ語・イタリア語・ラディン語のいずれの「言語集団」に属するかの調査によれば（ボルツァーノ自治県#言語集団調査参照）、住民のほぼすべてがドイツ語話者である。